# Zbigniew Drzewiecki

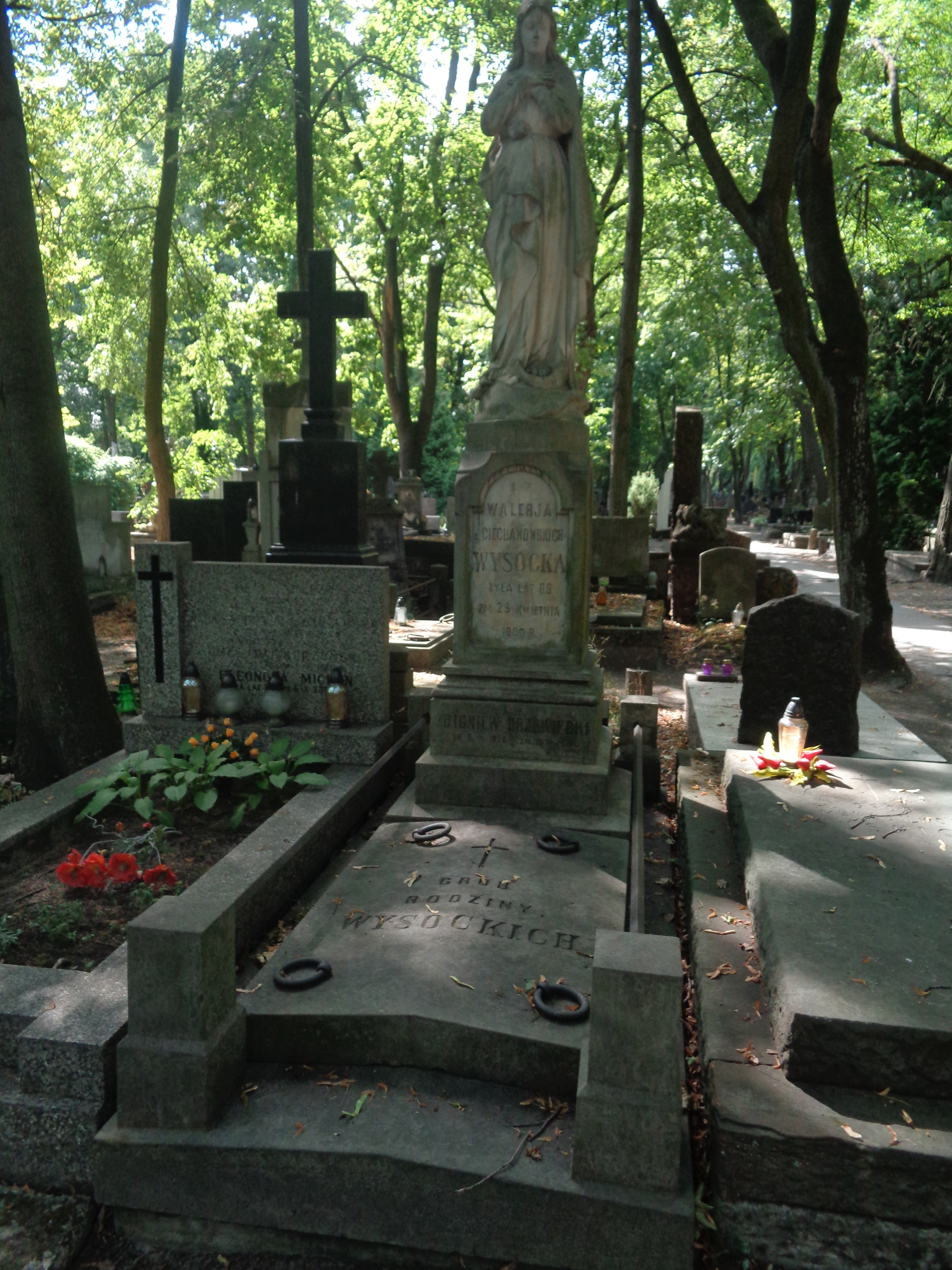
La tomba di Zbigniew Drzewiecki

Zbigniew Drzewiecki, (in Polacco: ˈZbiɡɲɛv Dʐɛˈvjɛtskʲi) (Varsavia, 8 aprile 1890 – Varsavia, 11 aprile 1971), è stato un pianista e insegnante polacco, che per gran parte della sua vita si dedicò all'insegnamento del pianoforte. Era particolarmente legato all'interpretazione delle opere di Fryderyk Chopin. Tra i suoi allievi figurano diversi famosi pianisti del XX secolo e la sua influenza fu quindi molto pervasiva.

## Biografia
Drzewiecki nacque a Varsavia. Iniziò gli studi sotto suo padre, e poi, a Varsavia, sotto Oberfeldt e Pilecki. Dopo essersi immatricolato si recò dal 1909 al 1914 a Vienna, presso lo studio di Theodor Leschetizky, dove studiò con Marie Prentner, assistente del maestro. Tenne molti recital nelle città polacche, e anche a Praga e Berlino.
Nel 1916 divenne professore di pianoforte avanzato al Conservatorio di Varsavia, dove continuò ad insegnare fino alla sua morte nel 1971. Ha contribuito alla creazione del Concorso pianistico internazionale Fryderyk Chopin e ha prestato servizio nelle loro giurie dalla prima occasione, 1927, fino al 1971. Dopo la seconda guerra mondiale, e soprattutto dopo la morte di Józef Turczyński (1884-1953), fu considerato il più grande insegnante di pianoforte polacco.

## Studenti
Il seguente è un elenco incompleto di pianisti che ha studiato con Drzewiecki:
- Ryszard Bakst
- Enrique Bátiz Campbell
- Felicja Blumental
- Walter Buczynski
- Paweł Chęciński
- Halina Czerny-Stefańska
- Jan Ekier
- Róża Etkin-Moszkowska
- Lidia Grychtołówna
- Adam Harasiewicz
- Władysław Kędra
- Bolesław Kon
- Li QiFang
- Hiroko Nakamura
- Edward Olearczyk
- Eva Osińska
- Regina Smendzianka
- Marta Sosińska
- John Tilbury
- Fou Ts'ong
- Roger Woodward
- Eva Maria Zuk